# Dolní Břežany (zámek)
Zámek Dolní Břežany je renesanční zámek v Dolních Břežanech v okrese Praha-západ, areál zámku čp. 1 zahrnuje také vstupní bránu, kapli sv. Maří Magdalény a někdejší hospodářské budovy. Objekty jsou v majetku Pražského arcibiskupství. Mezi lety 2016 až 2018 proběhla rekonstrukce zámku a revitalizace jeho okolí, komplex nově slouží jako čtyřhvězdičkový hotel Chateau Clara Futura. Od roku 1958 je chráněn jako kulturní památka České republiky.

## Historie a popis

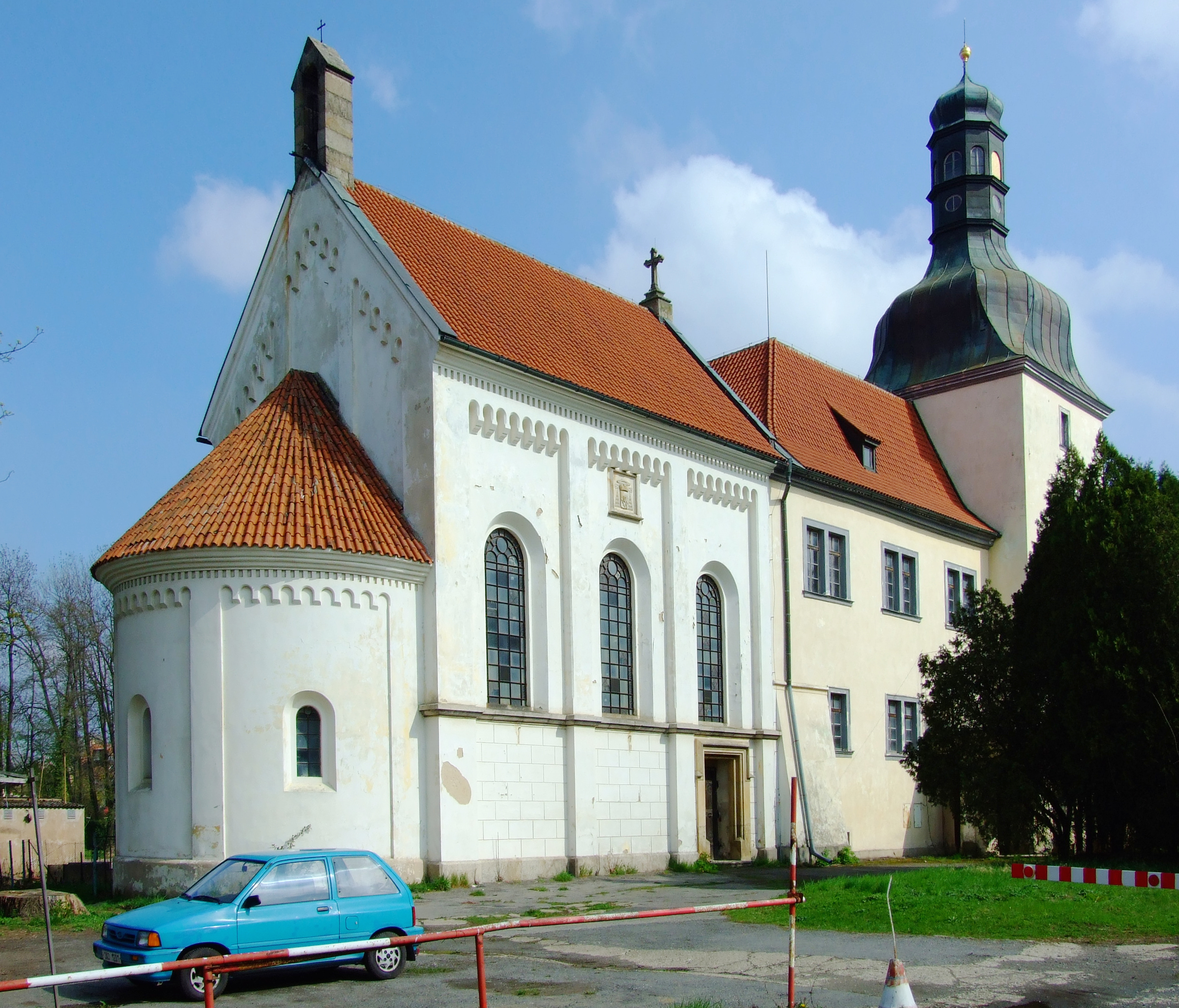
Kaple sv. Maří Magdalény, která byla přistavěna k zámku mezi roky 1885 až 1887

Na místě zámku byla původně tvrz, první zmínky o ní jsou z roku 1332.
Jedná se o čtyřkřídlý dvoupatrový zámek, postavený kolem čtvercového dvora, s hranolovou věží v západním průčelí. Jeho stavba pochází z roku přibližně 1600, byla vystavěna v renesančním slohu. V průjezdu je nástropní štuková výzdoba z konce 17. století, ve zdi byl vsazen náhrobník z doby kolem roku 1580. Zámek počátkem 18. století koupil pražský arcibiskup Ferdinand hrabě Khünburg. Od té doby sloužil objekt jako ekonomicko-správní centrum dolnobřežanského panství, které bylo téměř 300 let ve vlastnictví pražského arcibiskupství a fungovalo jako hospodářské a finanční zázemí arcidiecéze.
Poslední zásahy do stavby proběhly v roce 1901, kdy bylo upraveno vnitřní nádvoří a přistavěna lodžie. Novorománská kaple sv. Maří Magdalény byla vystavěna v letech 1885 až 1887. Od června 1919 v zámku sídlilo italské velvyslanectví.
V roce 1945 byly pozemky se všemi budovami fakticky, nikoli však právně, zabrány státem. Nejdříve po znárodnění zámek využívalo Ministerstvo zemědělství, později zde byla ubytovna pro vojáky – konkrétně Odbor zvláštního určení správy vojsk ministerstva vnitra – tzv. červené barety, ti byli proti vnitřním předpisům nasazeni 17. listopadu na Národní třídě, kde vůči demonstrantům použili brutální násilí. V zahradě a parku byla postavena benzínová pumpa, garáže, sklady či střelnice. V rámci restitucí mnohé pozemky a stavby včetně zámku získala pražská arcidiecéze zpět.
V letech 2003 a 2015 podepsala církev smlouvu s Dolními Břežany, na jejímž základě spolupracuje s obcí na jejím rozvoji. Na bývalých pozemcích spadajících k zámku (bylo zde hospodářské zázemí) byla vystavěna vědecká výzkumná centra ELI Beamlines a HiLASE.

### Rekonstrukce a přestavba na hotel
Mezi lety 2016 až 2018 zde proběhla náročná rekonstrukce za necelých 300 milionů korun. Při rekonstrukci bylo zbouráno torzo pomníku zakladatele Čeky (faktické předchůdkyně pozdější NKVD a posléze KGB) Felixe Dzeržinského, který stál před hlavním vstupem do zámku. Zrekonstruovala se budova zámku včetně kaple, zámecký dvůr byl průhledně zastřešen, obnovila se severní část zámeckého parku a vznikl zde čtyřhvězdičkový hotel s kapacitou přibližně 80 lidí. V zámku je veřejnosti přístupná restaurace. Zámecký hotel též disponuje konferenčními prostorami, party stanem a vlastním parkovištěm. Přes den byla kromě restaurace veřejně přístupná také obnovená část zámeckého parku. Jižní část zámeckého parku na svoji obnovu a zpřístupnění veřejnosti kvůli finanční náročnosti odhadované až na 100 milionů korun teprve čeká.
Arcibiskupství kalkulovalo s tím, že investice do luxusního hotelu, nazvaného „Clara Futura“, tj. „Světlá budoucnost“, bude mít příznivou perspektivu mj. i jako konferenční centrum pro vědecké návštěvy z celého světa, neboť v Dolních Břežanech se nacházejí dvě výzkumná laserová střediska – ELI Beamlines a HiLASE. Toto očekávání se však nesplnilo, provoz hotelu nebyl rentabilní. Navíc po roce a půl od otevření propukla v Česku na jaře roku 2020 epidemie covidu-19 a hotel byl uzavřen. Hotel zůstal mimo provoz i po uvolnění nouzových opatření v ČR. V roce 2023 byl objekt prodán. 
V Římskokatolické zámecké kapli svaté Máří Magdalény, která je součástí objektu, se každou neděli od 9.30 slouží mše svatá. 